# 詹伯樂
詹伯樂，GBS，OBE，JP（Ronald James Blake，1934年4月2日—）；土木工程師出身，曾經擔任香港政府工務司，九廣鐵路公司新鐵路工程高級總監。於2006年3月，受到九鐵管理局任命，代替前任的黎文熹出任九廣鐵路公司行政總裁。兩鐵合併後，為了穩定兩鐵軍心及減低合併過渡期出現混亂風險，詹伯樂得以留任，職位更改名稱為九廣鐵路公司總裁。由於九廣鐵路公司在合併後不再營運鐵路，惟地鐵是以租賃九鐵服務經營權的形式合併成為港鐵，所以詹伯樂的工作只是為公司收取租金及掌管財務。2013年1月1日，詹伯樂離任九廣鐵路公司總裁，由梁廣灝接任。

## 職位
- 香港政府工務司
- 保華建業集團有限公司現任公司主席兼獨立非執行董事
- 九廣鐵路公司新鐵路工程高級總監
- 九廣鐵路公司署理行政總裁（2006年5月1日﹣2007年12月1日）
- 九廣鐵路公司總裁（2007年12月2日﹣2012年12月31日）